# Říše Sia (1362–1371)
Říše Sia, plným názvem Velká Sia (čínsky pchin-jinem Dà Xià, znaky 大夏) byla jedním z krátkodobě existujících povstaleckých států existujících v Číně během povstání rudých turbanů, v závěrečné fázi trvání říše Jüan. Založil ji v S’-čchuanu roku 1362 generál Ming Jü-čen, vládnoucí tam od roku 1357 jménem povstalecké říše Tchien-wan a od roku 1360 samostatně jako král Lung-šu. Zanikla roku 1371, když byla dobyta říší Ming.

## Vznik a vláda
Roku 1357 Min Žuej, vojevůdce říše Tchien-wan, vzniklé v povstání rudých turbanů, v čele desetitisícového vojska vyplul proti proudu Jang-c’-ťiang a dobyl S’-čchuan. Významně tak rozšířil moc povstaleckého Tchien-wanu. Nezanedbatelným důvodem vypravení Minovy expedice do S’-čchuanu byl i problém s výživou armády v Chu-peji strádajícímu nedostatkem potravin. I když Min Žuej zůstal loajální k tchienwanskému císaři Sü Šou-chuejovi, fakticky v S’-čchuanu vládl nezávisle.
Když roku 1360 Čchen Jou-liang dobyl říši Tchien-wan a zabil Sü Šou-chueje, odmítl Min uznat nového vládce. Přejmenoval se na Ming Jü-čena, prohlásil se „Pánem světla“ (Ming-ču) a přisvojil si titul krále Lung-šu (čínsky pchin-jinem Lǒngshǔ wáng, znaky 隴蜀王). Roku 1362 pak i císařem říše Velká Sia s hlavním městem v Čchung-čchingu. Vládl úspěšně a prozíravě. Používání symboliky lidového milenarismu šířeného Bílým lotosem – zejména uctívání Buddhy Maitréji, změna jména a používání titulu „Pán světla“, vztahujícímu se k víře v příchod mesiáše, „Krále světla“ – spojil s potlačováním taoismu a buddhismu a podporou konfucianismu, získal důvěru lidu i podporu džentry. Pod silným vlivem konfuciánského učence Liou Čena, který několik následujících let dominoval jeho administrativě, zorganizoval správu podle tradičních vzorů s využitím staré čouské terminologie. Nicméně selhal ve snaze o expanzi. Pokusil se o dobytí mongolského Jün-nanu, ale útok byl špatně naplánovaný a provedený malými silami, proto neuspěl. Poté se dalších výbojů vzdal.
Roku 1366 Ming Jü-čen zemřel po nemoci relativně mladý, v 35 letech. Poté na císařský trůn nastoupil jeho devítiletý syn Ming Šeng, titulovaný „Nižší pán světla“ (Siao ming-ču). S dětským císařem v čele vláda říše Sia ztratila silné jednotné vedení a pouze pasivně čekala na dobytí Mingy.

## Zánik
Po úspěšných kampaních v letech 1367–1370 valnou část Číny ovládla říše Ming. Vzdorovali jí pouze Mongolové v části severozápadu a v Jün-nanu a s’čchuanská říše Sia. Mingská vláda proto obrátila svou pozornost na S’-čchuan. Říše Sia udržovala s říší Ming (resp. do roku 1367 královstvím Wu) Ču Jüan-čanga korektní diplomatické vztahy od Ču jüan-čangova vítězství nad Čchen Jou-liangem v bitvě na jezeře Pcho-jang roku 1363.
Během roku 1370 s’čchuanský dvůr váhal nad odmítnutím či akceptací mingských požadavků na podrobení. Diplomatická jednání nepřinesla smír a tak se začátkem roku 1371 dala mingská armáda do pohybu. Generál Fu Jou-te dostal rozkaz zaútočit na S’-čchuan ze severu, zásobování jeho vojsk zajišťoval Teng Jü. Současně pozemní vojska Tchang Chea a flotila Liao Jung-čunga postupovaly z východu proti proudu Jang-c’-ťiang.
Tchang Che a Liao Jung-čung byli zastaveni obránci u Čchü-tangu na pomezí S’-čchuanu a Chu-peje. Zatím Fu Jou-te v květnu 1371 obsadil Wen-čou (dnes Wen-sien v Kan-su), v noční bitvě dobyl Mien-čou (130 km severovýchodně od Čcheng-tu), a po několikatýdenní přípravě překročil řeku Luo, poslední překážku před Čcheng-tu. K posílení obrany Čcheng-tu ale obránci po řekách Jang-c’ a Luo přisunuli armádu střežící hranici s Chu-pejem. Ta však byla v červenci 1371 poražena.
Po stažení části vojsk z Čchü-tangu a využití dělostřelecké převahy mohli Tchang Che a Liao Jung-čung už bez problémů postupovat podél Jang-c’-ťiang do hloubi nepřátelského území. Čchung-čching byl dosažen Tchangem a Liaem v srpnu, patnáctiletý císař Ming Šeng a jeho matka se vzdali. V září se vzdali i obránci Čcheng-tu.

## Dozvuky
Po dobytí S’-čchuanu dostal mladý, nyní již bývalý, císař čestný titul a byl převezen do Nankingu. Roku 1372 byl poslán do Koreje. Zde žil v pohodlí, jeho potomci byli osvobozeni od daní až do poloviny 17. století. Obava vlády z ponechání Ming Šenga v Číně nebyla bezdůvodná, ještě roku 1475 se vůdce povstání Miaů v Kuej-čou snažil využít popularity rodu Ming, když si nárokoval původ od Ming Jü-čena.

## Prameny a hodnocení
Historikové mají k dispozici tři hlavní prameny k říší Sia, a sice příslušné úseky v Ming Tchaj-cu š’-lu,  „Pravdivých záznamech vlády mingského císaře Tchaj-cu“ (Chung-wua); historii rodiny Ming, vládnoucí v říši Sia, kterou sestavil učenec Jang Süe-kche a nápis na stéle nalezené v hrobce Ming Jü-čena. Ming Tchaj-cu š’-lu byly sestaveny mingskými dvorskými historiky a za vlády císaře Jung-leho (panoval 1402–1424) prošly opakovanou revizí, zachycují oficiální mingský pohled na historii. Jang Süe-kche byl rodák ze S’-čchuanu, který žil v říši Sia, své dílo Ming-š’ š’-lu (明氏實錄, „Anály rodiny Ming“) sestavil podle vzoru oficiálních historií, měl přitom přístup k státnímu archivu říše Sia (a mohl tak citovat z jejích oficiálních dokumentů). Třetím významným zdrojem je nápis na stéle v hrobce císaře Ming Jü-čena, objevené roku 1982 při stavebních pracích v Čchung-čchingu. Stéla má rozměry 134 × 57 × 23,5 cm, nápis – biografie Ming Jü-čena – obsahuje 1004 znaků ve 24 sloupcích, sestavil jej Liou Čen, Ming Jü-čenův přední rádce.
Klasickými čínskými historiky byla říše Sia považována za jeden z nelegitimních států čínské historie, jehož nekompetentní a nelegitimní vládci poprávu ztratili svou moc. V Čínské lidové republice byl původně Ming Jü-čen odsuzován jako příslušník statkářské vrstvy, po kulturní revoluci se od 70. let 20. století prosadilo pojetí říše Sia jako „revolučního rolnického režimu“ (農民革命政權, nung-min ke-ming čeng-čchüan). K oživení zájmu o Ming Jü-čena a jeho stát došlo v Číně v souvislosti se zmíněným objevením Ming Jü-čenovy hrobky. Západní historikové věnovali říši jen okrajovou pozornost a ještě k roku 2012 bylo jejich nejrozsáhlejší prací o ní Ming Jü-čenovo heslo v Dictionary of Ming Biography z roku 1976.